# 모미지 은행
모미지 은행(일본어: もみじ銀行 모미지긴코[*])은 일본의 제2지방은행이다. 히로시마현을 주된 영업 지역으로 하고 있다.